# Гладиатор (песня)
«Гладиа́тор» — песня российского певца Димы Билана, выпущенная 13 февраля 2023 года на лейбле Первое музыкальное. Сингл стал основной композицией одноимённого сольного концерта исполнителя, приуроченного к 25-летию творческой деятельности, который состоялся 14 февраля 2023 года в Crocus City Hall.

## Исполнитель о песне
Подойдя к рубежу своей зрелости, я захотел поделиться своей историей, историей моего рода, рассказать об опыте, ошибках и победах, трудностях и испытаниях, через которые мне довелось пройти, о дружбе, благодарности, о любви к слушателю и зрителю, собрать воедино многие, но не все, страницы моего пути. Так появился «Гладиатор». Важная и бесконечно ценная для меня композиция и видеоработа.Дима Билан

## Музыкальное видео
Клип на песню «Гладиатор» отражает историю семьи Димы Билана и содержит архивные фотоснимки и видеокадры, сделанные в разные периоды его биографии. Режиссёром стал Алексей Голубев.

## Критика
| Оценки критиков | Оценки критиков |
| Источник        | Оценка          |
| --------------- | --------------- |
| InterMedia      | 6/10.           |

Алексей Мажаев из InterMedia в своей рецензии отмечает, что «Завершив свою пространную тираду, Дима Билан начинает петь про то, что он «как гладиатор на арене». Режиссёр Алексей Голубев смонтировал этот клип из архивных кадров «путей и дорог» артиста. Довольно любопытно посмотреть на то, как он выглядел в разные годы, вспомнить его основные победы; хроника творческих успехов Димы перемежается портретами его героических предков. Однако сама песня (авторы - Левон Саргсян и Екатерина Ковская) далеко не так интересна , как видеоряд. Это далеко не хит, а явно проходное произведение, и не очень понятно, почему подводить итоги Дима Билан решил именно под неё».

## История релиза
| Регион | Дата            | Формат                               | Лейбл              |
| ------ | --------------- | ------------------------------------ | ------------------ |
| Мир    | 13 февраля 2023 | цифровые загрузки стриминг видеоклип | Первое музыкальное |